# 2MASS J00443799+2301513
2MASS J04414489+2301513은 황소자리 방향으로 약 450광년 떨어진 곳에 있는 젊은 갈색 왜성이다.

## 질량 및 동반 천체
2MASS J04414489+2301513의 질량은 대략 목성의 약 20배로 자신보다 약간 작은 동반 천체를 거느리고 있다. 동반 천체의 질량은 목성의 5~10배로 추측되며 둘 사이의 거리는 약 15AU이다.

## 동반 천체의 매우 작은 질량
동반 천체는 질량이 작아 준갈색왜성인지 행성인지는 불확실하나 종속된 천체로서는 덩치가 매우 크다. 둘 다 태어난 지 약 100만 년이 채 안 된 것으로 보인다.

## 의문점 및 논란
이 천체들은 학계에 두 가지 의문점을 던졌다. 첫째, 두 천체는 너무 젊다. 기존의 행성 이론에 따르면 약 100만 년이라는 시간은 항성 주위 가스 원반에서 행성이 생겨나기에는 너무 짧은 시간이다. 둘째, 두 천체의 질량이 너무 작다. 수소 구름이 분리되면서 각자 자신의 중력 때문에 붕괴되어 쌍성계가 태어나는데 2MASS J04414489+2301513 역시 이러한 과정을 거친 것으로 보인다. 그러나 둘의 질량은 항성에 비하면 매우 작다.

## 같이 보기
- 갈색 왜성
- 준갈색왜성